# چوسی
چوسی (به لاتین: Chōsei) یک منطقهٔ مسکونی در ژاپن است که در Chōsei District واقع شده‌است. چوسی ۲۸٫۳۲ کیلومترمربع مساحت و ۱۴٬۶۸۱ نفر جمعیت دارد.